# Bad Moms 2
Bad Moms 2 (Originaltitel: A Bad Moms Christmas) ist eine US-amerikanische Filmkomödie (Episodenfilm) von Jon Lucas und Scott Moore aus dem Jahr 2017. Der Film ist die Fortsetzung von Bad Moms (2016).

## Handlung
Die drei Mütter Amy, Kiki und Carla rebellieren gegen die Erwartungen, die während der Weihnachtszeit an Mütter gestellt werden. Dazu kommt noch, dass ihre eigenen Mütter über die Feiertage zu Besuch sind.
Amy Mitchell, die mittlerweile in einer glücklichen Beziehung mit Jessie Harkness lebt, freut sich auf ein einfaches und unkompliziertes Weihnachtsfest. Dieses Vorhaben scheint jedoch zum Scheitern verurteilt, da sich ihre eigene, „überkritische“ Mutter Ruth für die Feiertage ankündigt. Derweil ist Kiki mit ihren vier Kindern weiterhin übermäßig beansprucht, erhält allerdings mittlerweile deutlich mehr Unterstützung von ihrem Ehemann Kent. Auch bei ihr hat sich die eigene, „fürchterlich anhängliche“ Mutter für das Fest angekündigt, doch diese steht – im Gegensatz Amys Mutter – früher als annonciert vor der Tür und beabsichtigt, insgesamt drei Wochen mit ihrer Tochter, die deren Liebe für erdrückend hält, zu verbringen. Carla Dunkler, die dritte in der Runde der „Bad Moms“, wird von ihrer „verlotterten, spielsüchtigen“ Mutter Isis, die erstmals seit langer Zeit wieder Zeit mit ihrer Tochter verbringen möchte, ebenfalls über die Weihnachtsfeiertage besucht.
Nachdem die Mütter auf der Bildfläche erschienen sind, treffen sich Amy, Kiki und Carla in einem Einkaufszentrum, tauschen sich über den Druck durch die Feiertage aus und schließen gemeinsam den Pakt, „Weihnachten zurückzugewinnen“. Sie betrinken sich gemeinsam und stehlen anschließend einen Weihnachtsbaum aus einem Geschäft.
Amy bringt ihre Mutter Ruth, die aus dem einfach geplanten Weihnachtsfest ein Spektakel machen möchte, sowie ihre restliche Familie statt in die russische Aufführung des Nussknackers in einen Trampolinpark. Dort trifft sie sich mit Kiki und Carla und deren Familien. Die Mütter der Bad Moms treffen dort aufeinander und unterhalten sich, während die Bad Moms Spaß mit ihren Kindern haben.
Auf der Arbeit trifft die Enthaarungsdienstleisterin Carla auf den Erotiktänzer Ty Swindle, der an einem „Sexy-Santa-Wettbewerb“ teilnimmt und erfolgreich die Bitte an sie heranträgt, sein Date zu sein. Kiki indes kann die überfürsorgliche Art ihrer Mutter Sandy nicht ertragen, weshalb sie zur Klärung dieses Problems eine gemeinsame Sitzung bei Dr. Elizabeth Karl bucht. Doch statt einer konstruktiven Lösung am regulären Ende der Sitzung gibt es ein vorzeitiges Ende, da Kiki ihre Mutter mit der zu großen Nähe konfrontiert und diese daher die Sitzung abbricht, wohraufhin die Therapeutin Kiki die Schuld an der Verrücktheit ihrer Mutter gibt.
Gemeinsam mit Carla besuchen auch Amy und Kiki den „Sexy-Santa-Wettbewerb“, bei dem Ty sämtliche anwesenden Damen mit seinen Stripdance-Künsten und anatomischen Qualitäten beeindruckt. Zur Überraschung aller steht Isis auf der Bar auf und beginnt, mit Ty zu tanzen, was Carla unterbinden will, weshalb es zu einem kurzen Kampf der beiden Frauen kommt. Auf dem Heimweg der beiden gesteht die Ältere der Jüngeren, dass sie Geld für eine Investition brauche, was die Jüngere aufgrund der Spielsucht ihrer Mutter für unglaubwürdig hält. Trotz der Annahme, dass die Mutter nach dem Erhalt des Geldes verschwindet, wird die erwünschte Summe verliehen.
Als es schließlich Heiligabend ist, erzählt die stark auf ihre Tochter fixierte Sandy, dass sie ein Barangebot für das Haus neben Kikis gemacht habe, um direkt neben ihr wohnen zu können. An dieser Stelle bricht aus Kiki heraus, dass ihre Mutter nicht nebenan wohnen könne und sie ihren Platz brauche, woraufhin Sandy unter Tränen den Raum verlässt. Auch bei Amy gibt es eine weihnachtliche Krisensituation, da ihre Mutter entgegen der ursprünglichen Planung der Tochter auf ein ruhiges, besinnliches Fest eine Gruppe Fremder eingeladen hat. Wie ihre Freundin Kiki verliert auch Amy ihre Beherrschung und fordert die ungebetenen Gäste auf, ihr Heim zu verlassen, und dann ihre Mutter, für immer aus ihrem Leben zu gehen. Ihre Kinder Jane und Dylan indes können die Haltung ihrer Mutter nicht nachvollziehen und reagieren wütend auf den Ausbruch. Parallel entdeckt Carla eine Nachricht ihrer Mutter Isis, dass diese – wie zuvor schon befürchtet – mit dem geliehenen Geld abgereist sei.
Ruth besucht die Mitternachtsmesse in der Kirche, wobei sie – überraschenderweise – Unterstützung der beiden anderen Mütter Sandy und Isis erhält. Die drei kritisieren sich gegenseitig für ihr Verhalten gegenüber den Töchtern und erkennen dabei ihre eigenen Fehler. Für eine Aussprache besucht Amys Vater Hank seine Tochter, um ihr den Charakter ihrer Mutter verständlich zu machen – diese liebe ihre Tochter zwar bedingungslos, sei aber gleichzeitig stets unsicher, ob sie eine gute Mutter sei. Mit dieser Erkenntnis sucht auch Amy die Kirche auf, um sich – letztlich erfolgreich – mit Ruth auszusprechen. In der Folge weicht Amy von ihrem Plan des ruhigen, einfachen Weihnachtsfestes ab und will ihre Mutter kurzfristig in die Organisation einbinden, da nur gemeinsam ein adäquates Fest möglich sei. Also eilen die beiden nach Hause, um das Haus zu dekorieren.
Am Morgen des ersten Weihnachtstages entdecken Amys Kinder Jane und Dylan die Rückkehr von Ruth, das dekorierte Haus sowie die Geschenke. Ein versöhnliches Ende gibt es gleichfalls bei Kiki und ihrer Mutter Sandy, die das Nachbarhaus wieder veräußern will. Die dritte Bad Mom, Carla, schließlich besucht ihre Mutter Isis, die eine ernsthafte Wende ihres bislang verantwortungslos geführten Lebens anstrebt und sich eine Arbeitsstelle im zuvor besuchten Trampolinpark gesucht hat.
Zum Abschluss treffen sich noch einmal alle Familien und die Mütter der Bad Moms verkünden erst ihre Freundschaft und dann einen avisierten Trip nach Las Vegas.

## Produktion
Im Dezember 2016 erfolgte die Mitteilung, dass die Besetzung des ersten Teils von Bad Moms in ihren ursprünglichen Rollen noch einmal zusammenfinde, es inhaltlich um Weihnachten gehen solle und der Film in den USA am 3. November 2017 starten solle.
Die Dreharbeiten begannen am 1. Mai 2017 in Atlanta, Georgia. Das gesamte Produktionsbudget lag dabei bei 28 Mio. USD.
Sämtliche Szenen wurden an „echten“ Plätzen gedreht, die Crew griff nicht auf Studioaufbauten zurück. Die Szene im Einkaufszentrum entstand hauptsächlich in der Phipps Plaza Mall in Atlanta sowie zusätzlich in der Lenox Mall und der Cumberland Mall. Die Aufnahmen im Trampolinpark wurden im Sky Zone Trampoline Park vom 7. bis 9. Juni 2017 in Newnan gedreht. Amys massiv weihnachtlich dekoriertes Haus steht in Candler Park, einem Vorort Atlantas. Die Episkopalkirche, in der gegen Ende des Films ein Teil der Handlung spielt, ist die All Saints Episcopal in Midtown Atlanta.
Um bei frühlingshaften bis sommerlichen Temperaturen in Atlanta ein winterlich-weihnachtliches Chicago zu simulieren, wurde für einen Teil der Aufnahmen „Schnee“ aus 25 Kubikmetern zerkleinertem, biologisch abbaubarem Papier produziert und verteilt, für einen anderen Teil der Aufnahmen setzten die Produzenten auf ein lokales Unternehmen, das 100 Tonnen Kunstschnee produzierte und in Blöcken anlieferte. Diese wurden wiederum in Häckslern zerkleinert und anschließend mit Schaufeln verteilt.
In den Vereinigten Staaten kam der ursprünglich für den 3. November angekündigte Film bereits am 1. November 2017 in die Kinos, um einen direkten Konflikt mit dem ebenfalls neu startenden Thor: Tag der Entscheidung zu vermeiden. Der Kinostart in Deutschland war am 9. November 2017 wie auch in der deutschsprachigen Schweiz. Dort wurde er acht Wochen gezeigt und zog knapp 52.000 Zuschauer an. In der frankophonen Romandie wurde der Film indes nur zwei Wochen gezeigt, wobei er von knapp 8.500 Zuschauern gesehen wurde. In den USA spielte der Film an den Kinokassen 72,1 Mio. USD ein und an den weltweiten Kinokassen weitere 55,6 Mio. USD, was ein kumuliertes Einspielergebnis von 127,7 Mio. USD bedeutet. Der Vorgänger kam noch auf ein Gesamtergebnis von 180 Mio. USD.

## Kritik
- In den Vereinigten Staaten erhielt der Film von der MPAA ein R-Rating aufgrund durchgängig grober sexueller Inhalte und Sprache sowie aufgrund des zwischenzeitlichen Drogenkonsums. So fiel (inklusive Abwandlungen) über 35 mal das Wort fuck.[14] Von der britischen BBFC erhielt der Film die Freigabe ab 15 Jahren.[15]
- Auf Rotten Tomatoes verzeichnete der Film auf der Basis von 121 analysierten Kritiken einen Wert von 31 % auf dem Tomatometer und das Kernfazit, dass es zwar die doppelte Anzahl an Müttern gebe, dafür nur die Hälfte der Lacher. Von etwas über 13.000 Anwendern vergaben indes 45 % dreieinhalb oder mehr Sterne.[16]
- Ähnlich unterschiedlich fiel die Reaktion bei der Fernsehzeitschrift Prisma aus: Während die Redaktion nur einen von fünf möglichen Sternen vergab, lag die kumulierte Lesermeinung bei drei Sternen.[17]
- Der deutsche Dienst Filmstarts.de zeigte sich wenig erfreut von dem Werk, da er in der ersten Filmhälfte noch „der erprobt-provokanten „Bad Moms“-Formel des Vorgängers“ folge, sich anschließend „trotz weiterhin derber Scherze […] immer mehr zu einer herkömmlich-süßlichen Familien-Festtagskomödie“ wandele. Zudem seien die satirische Ebene und der Biss des Vorgängers „leider verlorengegangen“, da die Machen augenscheinlich zu viel Respekt vor dem Weihnachtsfest gehabt hätten.[18]
- Das neuseeländische Medienoutlet Biggie lobte die Leistung der Darsteller, die es insgesamt schaffen würden, die Handlung des Films zum Leben zu erwecken. Auf der grundsätzlichen Ebene wurde indes kritisiert, dass die Dynamik und die Chemie zwischen den Bad Moms und deren Müttern nicht stimme und nur von kurzer Dauer sei und der teils derbe Humor nur bedingt zur avisierten Stimmung des Films sowie den einzelnen Charakteren passe. Auch auf der Detailebene hake es an vielen kleinen Stellen, so dass die eigentliche Intention, einen realistischen Film zu zeigen, durch offensichtliche Fantasie zunichtegemacht werde[19] – z. B. durch Ausschank von Alkohol in Food Courts, ein Dodgeballfeld für Erwachsene im Trampolinpark und vor allem ein spontan bzw. impulsiv mit Bargeld gekauftes Haus, das eigentlich nicht zum Verkauf stand.
- Der Rezensent von Kinozeit.de bemängelt, dass die Mütter der Bad Moms „noch eindimensionaler angelegt“ seien, sich der Schwung des Vorgängers „in zu vielen Einzelepisoden“ totlaufe, die „gegen Ende die Komik vor lauter weihnachtlicher Rührseligkeit vergessen“.[20]
- Lukas Stern von der Hamburger Wochenzeitschrift Der Spiegel sah hingegen einen Film, in dem das „gute Inszenierungsgespür“ der Regisseure daran sichtbar werde, „den Körper zu entgrenzen, Störungen im Mutter-Kind-Verhältnis ins maßlos Karikatureske zu brechen“. Bereits in der Einleitung zu seinem Text urteilte er, dass gegen „Weihnachtstress und Perfektionsterror“ nur helfe, „sich richtig daneben zu benehmen“ und dies „mit sechs hervorragenden Komödiantinnen […] zu einem Fest der Entgrenzung“ werde.[21]
- Auf ChristianAnswers.net wurde gläubigen Menschen ausdrücklich von dem Film, einem Werk von „geistiger Dunkelheit“ („spiritual darkness“) abgeraten. Während die offizielle Kurzbeschreibung des Verleihs und das Plakat einen vergleichsweise „gesunden“ („wholesome“) und „unschuldigen“ („innocent“) Film annonciere, handle es sich tatsächlich nur um einen „üblen sogenannten "Weihnachtsfilm"“ („foul so-called “Christmas” movie“). Als moralisches Urteil wurde „extrem beleidigend“ („extremely offensive“) gefällt.[14]